# Rio Aninoasa (Călinești)
O Rio Aninoasa é um rio da Romênia afluente do rio Călineşti, localizado no distrito de Vâlcea.